# 今泉りおな
今泉 りおな（いまいずみ りおな、1月26日 - ）は、日本の女性声優。愛知県出身。アーツビジョン所属。

## 略歴
『紅白歌合戦』を見ていた時に出演していた水樹奈々を見て職業としての声優を知り、アニメのキャラクターに人物が声を当てていることも知り、調べていくうちに「楽しそうだな、やってみたいな!!」と思ったのがきっかけで声優を目指した。
日本ナレーション演技研究所出身。
2019年、TikTokとファミ通Appによる『ゲームラボ』にて、春野杏と「SHEAIRS」というユニットを組む。

## 人物
趣味として菓子作り、ゲームをそれぞれ挙げている。特技としてダンス、空手、クワガタの飼育、指腕立てをそれぞれ挙げている。
方言は三河弁。

## 出演
太字はメインキャラクター。

### テレビアニメ
2017年
- ラブライブ!サンシャイン!!（女子生徒）

2019年
- Re:ステージ! ドリームデイズ♪（女子生徒、観客、稀星学園本校生徒）
- あんさんぶるスターズ!（観客、商店街の女性）

2020年
- パズドラ（観客A）
- クレヨンしんちゃん（2020年 - 2025年、野原菜摘、女の子B、お姉さん、赤ちゃんD、園児B、歯の妖精 他）
- ドラえもん（テレビ朝日版第2期）（コーラス隊）

2021年
- 出会って5秒でバトル（クラスメイト女子B）

2022年
- 忍たま乱太郎（忍たま）
- インセクトランド（弟A）
- Extreme Hearts（RISE Pロボ3、藤沢ウィングス 少年）
- ぷにるんず（2022年 - 2025年、べびるん、べぴぷに、女の子、もぶぷに、おしるん） - 2シリーズ

2023年
- マッシュル-MASHLE-（2023年 - 2024年、アンナ・クラウン） - 2シリーズ
- 16bitセンセーション ANOTHER LAYER（少女、エコー2）

2024年
- 名探偵コナン（2024年 - 2025年、生徒、女子生徒）

2025年
- Aランクパーティを離脱した俺は、元教え子たちと迷宮深部を目指す。（町娘、冒険者、フィナ）
- まったく最近の探偵ときたら（夜靄ヒカリ）

### 劇場アニメ
- 劇場版 うたの☆プリンスさまっ♪ マジLOVEキングダム（2019年）
- クレヨンしんちゃん 激突! ラクガキングダムとほぼ四人の勇者（2020年、園児）
- クレヨンしんちゃん 謎メキ!花の天カス学園（2021年、赤ちゃんドラゴンB）
- クレヨンしんちゃん もののけニンジャ珍風伝（2022年、忍者園児）

### ゲーム
2016年
- 陰陽おとぎソール（風磨小太郎、明智珠子）

2018年
- オルターレコードアジャストメント（呂布）

2019年
- アルテイルクロニクル（ラナ）
- 超偉人大戦-異世界で始める偉人大戦争-（ヘル）

2020年
- ポルト・ミラージュ（テネシー、ラムレット）
- かんぱに☆ガールズ（リルア・シャルルア）

2021年
- ポルト・ミラージュ（デルハイト）

2022年
- ミコノート はれときどきけがれ（オオミヤノメ）
- ウマ娘 プリティーダービー（2022年 - 2023年、ヤマニンゼファー）
- けものフレンズ3（エメラルドツリーボア）
- 幻獣契約クリプトラクト（ユナ）
- ブラウンダスト（デデ）
- 逆転オセロニア（リュレーミュ）

2023年
- 魔界戦記ディスガイア7（アオ）
- パズルボブル エブリバブル！（うーるん）
- サンローラン騎士団（ソフィ）

2025年
- メモリーズオフ 双想 ～Not always true～（倉内ひかり）

### 吹き替え

#### アニメ
- インベーダー・ジム: フローパス計画（2019年、フロプシー、スライム）

### PV
- たったひとつの君との約束（2018年、前田未来[17]）
- 九死一生ゲーム（2021年、苺イチエ[18]）

### ボイスドラマ
- 九死一生ゲーム（2021年、苺イチエ[19]）
- Extreme Hearts S×S×S（2022年、RISE Pロボ3、長谷部理音）
- 戦国繚乱美少女伝（2025年、井伊直政）

### オーディオブック
- audiobook.jp
  - 成瀬は信じた道をいく（2024年、北川みらい[20]）

### ラジオ
※はインターネット配信。
- ラジオダブルディア シーズン11（2024年、ラジ友※）[21]

### 舞台
- 舞台「ウマ娘 プリティーダービー」〜Sprinters’ Story〜（2023年1月） - ヤマニンゼファー 役[22]

## ディスコグラフィ

### キャラクターソング
| 発売日        | 商品名                                    | 歌 | 楽曲               | 備考                                                               |
| ------------- | ----------------------------------------- | --- | ------------------ | ------------------------------------------------------------------ |
| 2022年9月28日 | ウマ娘 プリティーダービー WINNING LIVE 08 | ウオッカ（大橋彩香）、ダイワスカーレット（木村千咲）、マヤノトップガン（星谷美緒）、スマートファルコン（大和田仁美）、ダイタクヘリオス（山根綺）、サクラローレル（真野美月）、ヤマニンゼファー（今泉りおな）、ダイイチルビー（礒部花凜）、アストンマーチャン（井上ほの花）、ケイエスミラクル（佐藤日向）、コパノリッキー（稲垣好）、ホッコータルマエ（菊池紗矢香）、ワンダーアキュート（須藤叶希） | 「Gaze on Me!」    | ゲーム『ウマ娘 プリティーダービー』関連曲                          |
| 2022年9月28日 | ウマ娘 プリティーダービー WINNING LIVE 08 | ヤマニンゼファー（今泉りおな） | 「LIKE THE WIND」  | ゲーム『ウマ娘 プリティーダービー』関連曲                          |
| 2022年9月28日 | ウマ娘 プリティーダービー WINNING LIVE 08 | スペシャルウィーク（和氣あず未）、サイレンススズカ（高野麻里佳）、ゴールドシップ（上田瞳）、ウオッカ（大橋彩香）、ダイワスカーレット（木村千咲）、メジロマックイーン（大西沙織）、ナリタブライアン（衣川里佳）、マヤノトップガン（星谷美緒）、ライスシャワー（石見舞菜香）、ウイニングチケット（渡部優衣）、スマートファルコン（大和田仁美）、ダイタクヘリオス（山根綺）、サクラローレル（真野美月）、ヤマニンゼファー（今泉りおな）、ダイイチルビー（礒部花凜）、アストンマーチャン（井上ほの花）、ケイエスミラクル（佐藤日向）、コパノリッキー（稲垣好）、ホッコータルマエ（菊池紗矢香）、ワンダーアキュート（須藤叶希） | 「うまぴょい伝説」 | ゲーム『ウマ娘 プリティーダービー』関連曲                          |
| 2023年2月8日  | ウマ娘 プリティーダービー WINNING LIVE 10 | ダイタクヘリオス（山根綺）、ヤマニンゼファー（今泉りおな）、ダイイチルビー（礒部花凜）、ケイエスミラクル（佐藤日向） | 「Overrunner!」    | 舞台『ウマ娘 プリティーダービー 〜Sprinters’ Story〜』テーマソング |
| 2023年2月8日  | ウマ娘 プリティーダービー WINNING LIVE 10 | トウカイテイオー（Machico）、マルゼンスキー（Lynn）、タイキシャトル（大坪由佳）、グラスワンダー（前田玲奈）、メジロライアン（土師亜文）、ナイスネイチャ（前田佳織里）、ダイタクヘリオス（山根綺）、サクラチヨノオー（野口瑠璃子）、ツルマルツヨシ（青山吉能）、ヤマニンゼファー（今泉りおな）、シンボリクリスエス（春川芽生）、タニノギムレット（松岡美里）、ダイイチルビー（礒部花凜）、ケイエスミラクル（佐藤日向） | 「うまぴょい伝説」 | ゲーム『ウマ娘 プリティーダービー』関連曲                          |

### シリーズ一覧
1. ↑  第1期（2022年 - 2023年）、第2期『ぷに2』（2024年）、第3期『ぷに3』（2025年）
2. ↑  第1期（2023年）、第2期『神覚者候補選抜試験編』（2024年）

### 初出話一覧
1. 1 2 3 4  第1話初出
2. 1 2  第2話初出
3. 1 2 3  第8話初出
4. 1 2  第10話初出
5. ↑  第15話初出
6. ↑  第16話初出
7. ↑  第101話初出
8. ↑  第1035話初出
9. ↑  第1043話初出
10. ↑  第1076話初出
11. ↑  第1199話初出
12. ↑  第11話初出
13. 1 2  第4話初出
14. 1 2  第3期 第3話初出
15. ↑  第1期 第3話初出
16. ↑  第1期 第5話初出
17. ↑  第1期 第25話初出
18. ↑  第2期 第7話初出
19. ↑  第14話初出
20. ↑  第3話初出
21. 1 2  第1169話初出
22. ↑  第1117話初出